# Raión de Ani
El raión de Ani es uno de los cinco raiones que forman la provincia armenia de Shirak. Se encuentra al suroeste de la provincia, con una población a fecha de 12 de octubre de 2011 de 18 958 habitantes.
Está formado por las siguientes localidades:
- Aghin 382
- Aghin kayaran 72
- Aniavan 331
- Anipemza 260
- Bardzrashen 40
- Dzithankov 1308
- Dzorakap 948
- Gusanagyugh 937
- Haykadzor 380
- Isahakyan 824
- Jrapi 776
- Karaberd 931
- Járkov 4
- Lanjik 853
- Lusaghbyur 536
- Maralik 5398
- Norshen 792
- Sarakap 517
- Sarnaghbyur 2,971
- Shirakaván 698[1]